# Серебряные Пруды (станция)
Сере́бряные Пруды́ — железнодорожная станция Павелецкого направления Московской железной дороги в одноимённом посёлке одноимённого городского округа Московской области. Входит в Рязанский центр организации работы железнодорожных станций ДЦС-2 Московской дирекции управления движением. По основному характеру работы является промежуточной, по объёму работы отнесена к 4 классу. 
Основана в 1900 году. На станции имеются станционное здание и одна низкая боковой платформы. Турникеты и навесы на платформе отсутствуют, через пути имеется настил. Прямого сообщения с Москвой нет, только с пересадкой в Узуново. На станции останавливаются поезда, следующие по маршруту Узуново — Павелец I Тульский/Троекурово и обратно, а также некоторые поезда дальнего следования. 